# Anna Eshoo
Anna A. Eshoo [ˈɛʃuː], född Georges 13 december 1942 i New Britain, Connecticut, är en amerikansk demokratisk politiker. Hon är ledamot av USA:s representanthus sedan 1993.
Eshoo studerade vid Cañada College i Redwood City. Hon kandiderade utan framgång till representanthuset i kongressvalet 1988. Hon blev invald i kongressvalet 1992 och omvaldes femton gånger.
Eshoo är assyrier och medlem av kaldeisk-katolska kyrkan. Hon är frånskild och har två barn, Karen och Paul. Hon bor i Atherton.